# Gdraymah
Gdraymah (árabe قضريمة) es un/una lugar poblado (class P - Lugar Poblado) Bariq en Provincia de Asir, Arabia Saudita. Se encuentra a una altitud de 460 metros sobre el nivel del mar y su población es de 5,000.

## Aldeas[2]
- al-Makhada.
- Arkoub.
- Shab Shaqab.
- Ghoraba
- al Menzl
- Mafraq.
- Shab Saguia .
- al Radm.
- al Kharba.
- al Isa.
- al Rabkh.
- el Waseel
- al Raha
- al Uyana.
- al Afos.
- Arranah .
- Shab Siyal.
- al sai
- kancheela
- Tr'yba.